# مافیا کاجیتا
مافیا کاجیتا (انگلیسی: Mafia Kajita؛ زادهٔ ۱۴ اکتبر ۱۹۸۷) بازیگر، مجری رادیو، و صدا پیشه اهل ژاپن است.